# 中峽道

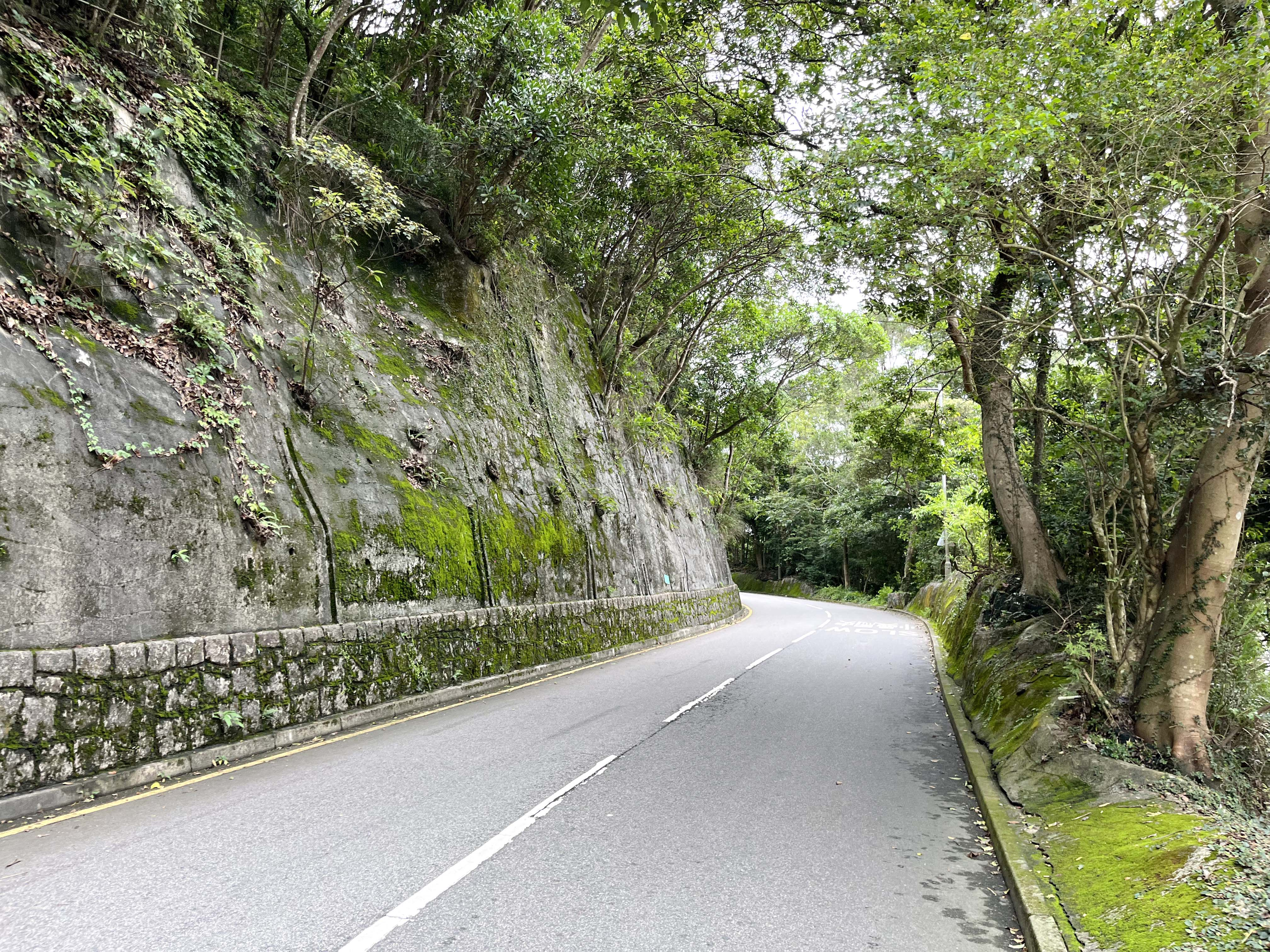
中峽道

中峽道（英語：Middle Gap Road）是香港島其中一條死路，位於香港島金馬倫山以西的山腰，單向連接位於灣仔峽的司徒拔道和山頂道交界，是金馬倫山部份住宅的唯一聯外道路。中峽道呈南北走向，南行離開住宅區後，便會進入香港仔郊野公園的範圍，該處起至中峽道的盡頭均屬於限制道路，只有獲授權汽車可駛入，該處設有車閘阻擋車輛進入，行人則可在閘側的通道進出郊野公園。

## 支路
在香港仔郊野公園內的中峽道末段分為兩條支路，均爲掘頭路。向偏南往下走的支路盡頭，可經由梯級繼續往下走到香港仔上水塘引水道。另外一條向偏東走的支路，近盡頭處設有中峽觀景台，可俯瞰香港島南部，例如淺水灣、海洋公園和香港仔等地的景色，然後便接駁山徑通往布力徑。這兩條支路均屬於港島徑第四段的一部份。此外，中峽道亦有小徑可通往金馬倫山山頂。
要注意的是，中峽道雖然以中峽命名，但中峽道並沒有途經中峽，中峽位於港島徑第四段布力徑與通往中峽道的山徑交界處，故此需要在中峽觀景台一邊的中峽道盡頭步入往布力徑的山徑，才會到達中峽，也可取道布力徑前往中峽。

## 中峽道名人業主
- 中峽道3號：南豐集團
- 中峽道4號：陳澤儒
- 中峽道5號：南豐集團
- 中峽道8號：彩星集團
- 中峽道9號：莊紹綏
- 中峽道12號：政府產業署
- 中峽道14號：政府產業署
- 中峽道15號：捷成漢
- 中峽道19號：香港上海滙豐銀行
- 中峽道22號：DFS集團創始人羅伯特‧米勒（Robert Miller）
- 中峽道24號：莊士機構
- 中峽道26號：何添之子何厚忠
- 中峽道28號A號洋房：郭令海
- 中峽道28號C號洋房：會德豐創辦人馬登家族後人馬安騰（Antony Louis Marden）

## 盜竊案件
中峽道為豪宅集中區，屢次成為爆竊目標。
- 2015年10月11日，中峽道滙豐銀行大班屋發生爆竊案，居於上址的王冬勝，在賊人闖入犯案時不在屋內，點算後損失245萬元的名錶首飾。[3]
- 2014年7月，會德豐地產創辦人馬登家族後人馬安騰（Antony Louis Marden）租住的中峽道獨立屋凌晨遭賊人闖入搜掠，經點算後損失約3000元及一個估計值數十萬元的花瓶。
- 2012年7月，經營刀嘜食油生意的南順集團主席郭令海位於中峽道28A的豪宅遭賊人光顧。[4]

## 外部連結
- 港島徑第四段地圖